# Charles Lacheroy
Charles Lacheroy (* 22. August 1906 in Chalon-sur-Saône; † 25. Januar 2005 in Aix-en-Provence) war ein französischer Offizier und Terrorist in der OAS.

## Biografie
Lacheroy wurde in eine Familie mit militärischer Tradition geboren. Sein Vater war ein dekorierter Leutnant der Infanterie, ausgezeichnet mit dem Orden der Ehrenlegion und dem Croix de guerre. Er fiel am 2. August 1916 in Fleury-devant-Douaumont nahe Douaumont. Lacheroy wurde von seinem Großvater aufgezogen, besuchte die Militärschule Prytanée Nationale Militaire und absolvierte Saint-Cyr. Im Jahr 1927 gehörte er zu den 20 besten Studenten der Militärschule.
Lacheroy wurde 1927 zur Kolonialinfanterie versetzt. Von 1928 bis 1930 diente er bei einem senegalesischen Regiment in Obervolta. Später wurde er in Syrien eingesetzt. 1940 wurde er während des Zweiten Weltkriegs wegen Hilfe für die Résistance gefangen gesetzt. Obwohl unbeteiligt wurde er in Clermont-Ferrand inhaftiert. Nach seiner Entlassung schloss er sich 1942 den Freifranzosen an. Er diente dabei in Italien und Deutschland.
Im Jahr 1951 wurde Lacheroy nach Französisch-Indochina geschickt, wo er den Auftrag bekam, eine Eisenbahnlinie nach Saigon zu schützen und den Bereich Biên Hòa zu sichern. Nach seiner Beförderung zum Oberstleutnant wurde Lacheroy nach Paris beordert und Direktor des Centre d’études asiatiques et africaines (CEAA). Dort entwickelte er eine Theorie der Aufstandsbekämpfung. Von 1954 bis 1956 war er als Berater der Verteidigungsminister Maurice Bourgès-Maunoury und André Morice tätig.
Im Jahr 1958 wurde er von Jacques Chaban-Delmas in die Provinz Constantine versetzt. Am 13. Mai wurde er zum Direktor des Informationsdienstes der Abteilung psychologische Kriegsführung in Algier ernannt. Im Dezember wurde er Direktor der École supérieure des officiers de réserve spécialistes d’état-major.
In den frühen 1960er Jahren schloss sich Lacheroy den Verschwörern an, die planten, einen Staatsstreich gegen Präsident Charles de Gaulle durchzuführen. Sieben Jahre lang lebte er im Untergrund, zusammen mit Antoine Argoud, Pierre Lagaillarde und Joseph Ortiz. Mit diesen leitete er die OAS. Er wurde im April 1961 in Abwesenheit zum Tode verurteilt. Mit der Exekution Jean Bastien-Thirys am 11. März 1963 war die OAS de facto am Ende. Lacheroy wurde 1968 amnestiert. Er kehrte nach Paris zurück. 
2003 veröffentlichte er seine Memoiren unter dem Titel De Saint-Cyr à l’action psychologique.
Charles Lacheroy starb am 25. Januar 2005 in Aix-en-Provence.